# Ленинградский зоопарк
Ленинградский зоологический парк — один из старейших зоопарков России и один из самых северных зоопарков мира. Ведёт свою историю от дореволюционного Петербургского зоосада.

## Расположение
Зоопарк расположен в историческом центре Санкт-Петербурга в Петроградском районе по адресу: 197198, Санкт-Петербург, Александровский парк, д. 1. Вход со стороны Кронверкского проспекта.
Транспорт:
- метро:  «Горьковская»
- метро:  «Спортивная»
- трамвай № 6, 40 до остановки «Зверинская улица» или «Введенская улица»

## История

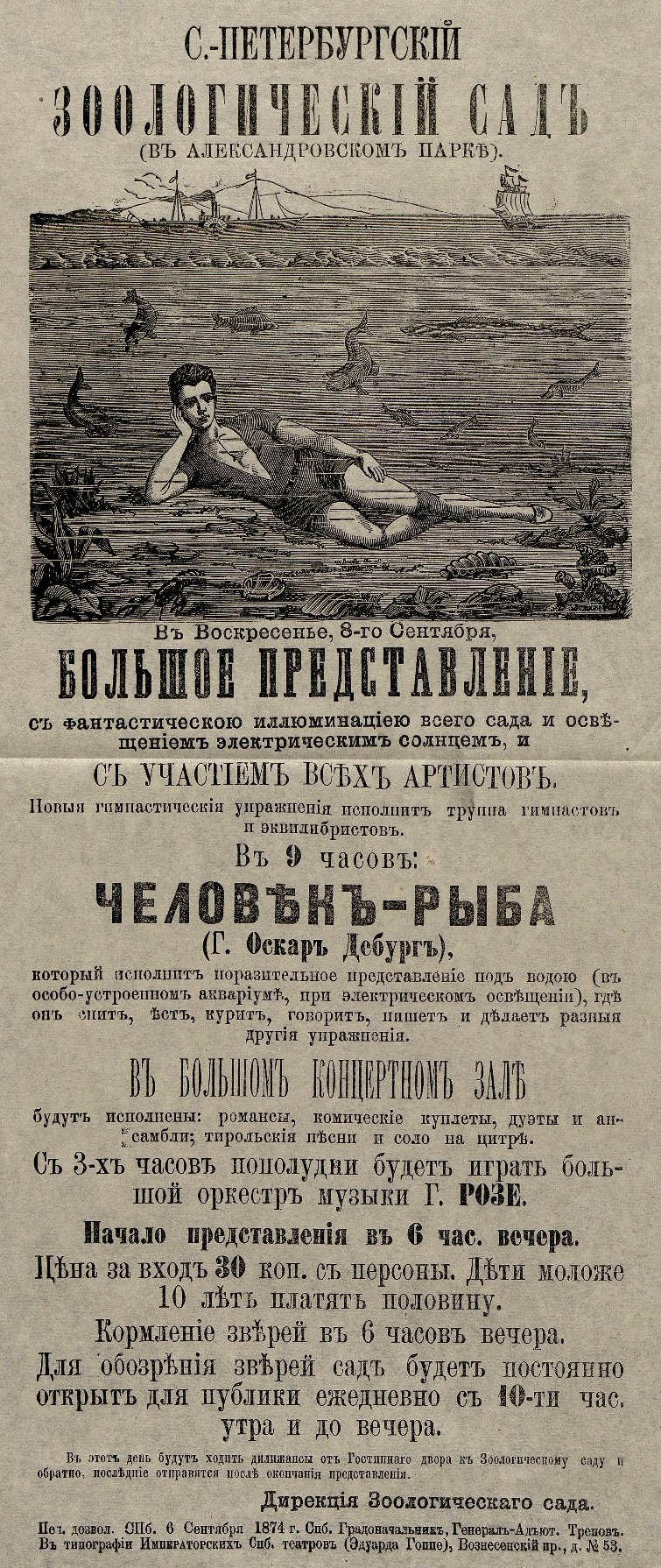
Афиша зоосада, объявляющая представление человека-рыбы, гимнастов и эквилибристов. 1874 г.

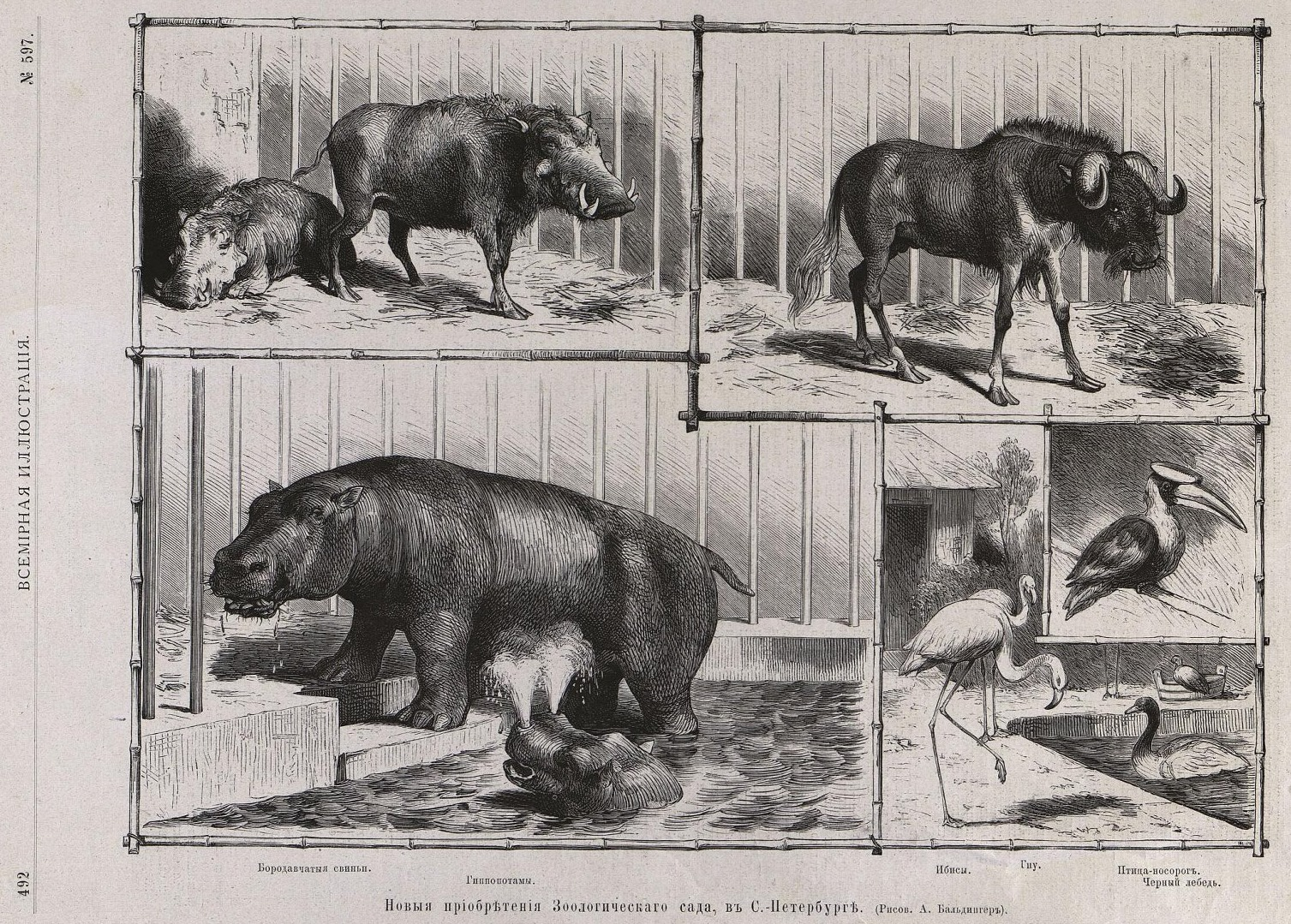
Новые приобретения зоосада: 1.Бород.свиньи 2.Гиппопотамы 3.Ибисы 4.Гну 5.Птица-носорог 6.Чёрный лебедь. Около 1880 г.

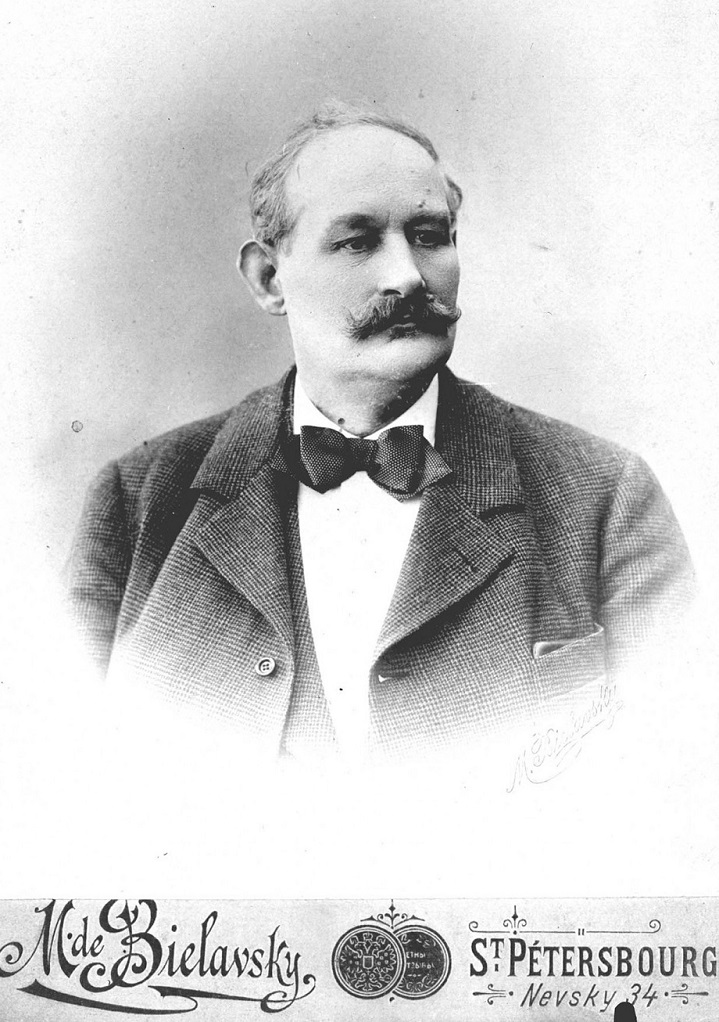
Эрнест Рост, бизнесмен. 1890-е гг.

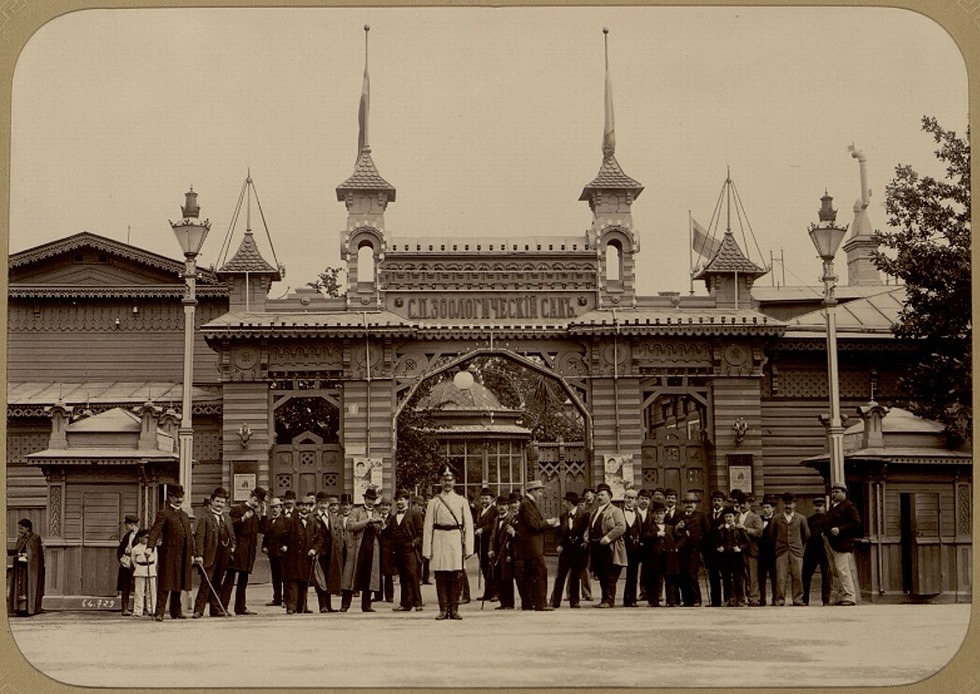
Старый вход в зоосад, около 1890 г.

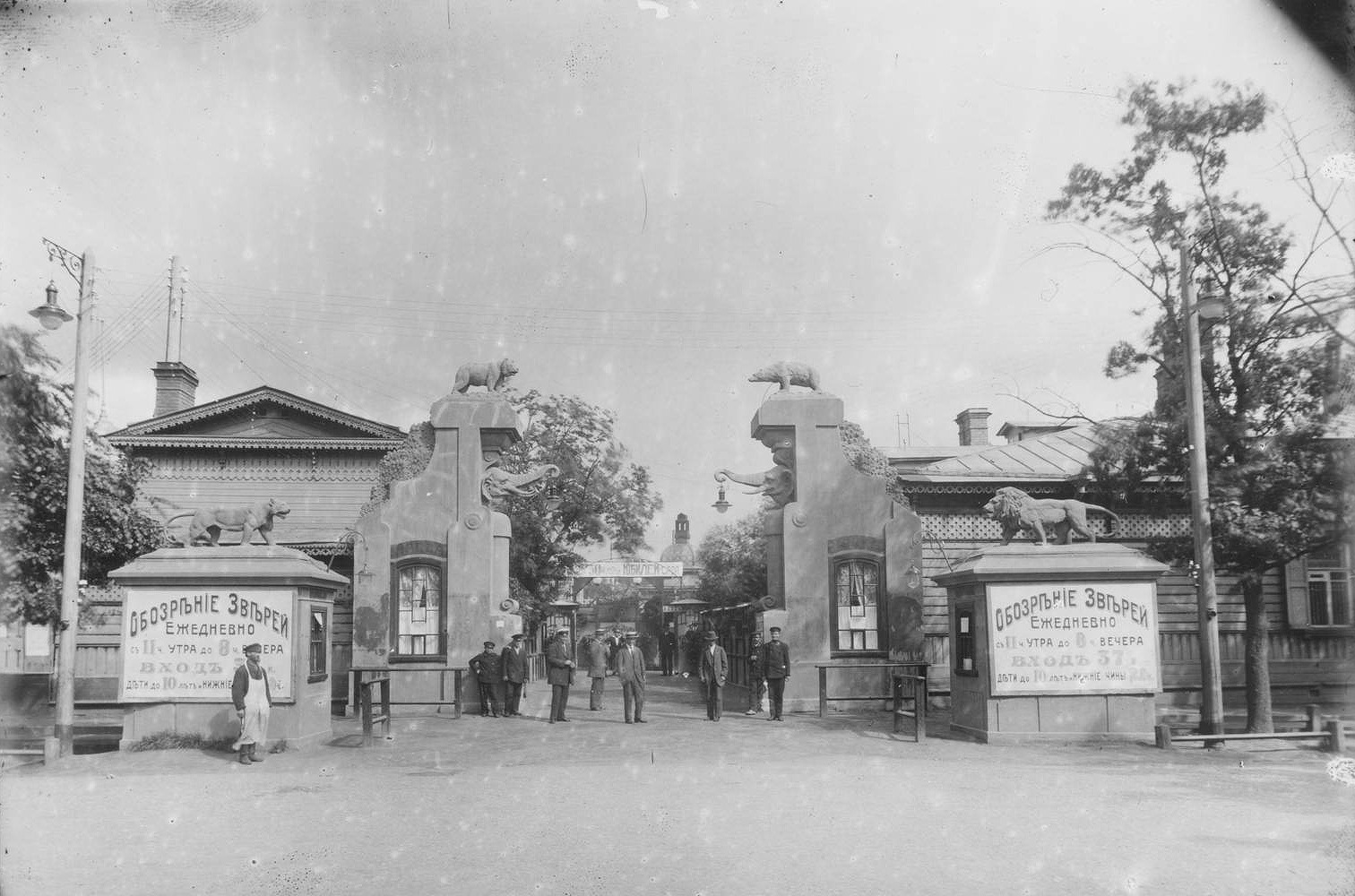
Новый вход в зоосад, построенный около 1910 года архитектором Н. Д. Струковым, 1911—1915 гг.

Санкт-Петербургский зоосад, ныне Ленинградский зоологический парк, один из первых зоопарков России, был открыт в 1865 на территории Александровского парка, 1 (13) августа. Местоположение зоопарка прочно вошло в историю города, и, хотя не сохранилось зданий дореволюционной постройки, общая планировка во многом повторяет планировку зоосада конца XIX века.
Первые хозяева Санкт-Петербургского зоосада — Софья и Юлиус Гебгардты. Первая основная коллекция зверей состояла из тигров, медведей, львицы, мелких хищников, водоплавающих птиц, попугаев. Некоторые животные были переданы зоосаду в дар. Так, император Александр II отдал пару индийских слонов, великий князь Александр Михайлович — леопарда и корейских пони, офицеры корвета «Рында» — белого медведя.
1873—1897 годы — яркая страница истории зоосада XIX века: владелец этого периода — второй муж Софьи Гебгардт Э. А. Рост, при котором коллекция увеличилась до 1161 экземпляров животных. Средства для поддержания коллекции поступали из коммерческой части сада — от ресторана и театра. Были приведены в порядок здания и сооружения; зоосад был разделён на две части (зоологическую и коммерческую). Была построена большая летняя эстрада на 1380 мест, а позже — закрытый театр на 500 мест. На них давались цирковые представления, концерты, выступали хоры и оркестры. С 1879 года устраивались этнографические выставки (представления давались на выставках кафров, пигмеев, сенегальцев и др. национальностей вместе с животными). Все служители зоосада обязаны были носить специальную униформу.
В 1885 году закончился срок бесплатной аренды земли у города, а продлить его не удалось. Но Рост продолжал финансировать зоосад и его обновление.
В 1886 году получили популярность симфонические «четверги». В 1889 году было построено здание ресторана «Зоология». При зоосаде работала ферма с голландскими коровами, а продукты с неё (молоко, масло, сливки) продавались в самом зоосаде.
В 1887 году на территории самого зоопарка была пробурена скважина с артезианской водой, которую использовали для питомцев. В том же 1887 году не стало основательницы зоосада Софьи Гебгардт.
В 1889 году у зоосада появилась своя электростанция для современнейшего электрического освещения территории.
При Росте в зоосаде начали вести подробные записи о животных в журналах, фиксировалось всё, что происходило с обитателями. Ежегодно печатался путеводитель по зоосаду, в 1890 году (к 25-летнему юбилею) он был выпущен на русском и немецком языках.
В 1898 году Рост отошёл от дел и по состоянию здоровья уехал в Германию. Зоосад пришёл в упадок и в 1909 году был закрыт. В это же время обсуждался вопрос о создании в столице подлинно научного зоологического сада, который стал бы украшением «дивного Петербурга». Возникает идея переноса его в Удельный парк.
В 1910 году новым владельцем зоосада стал русский драматический артист и театральный антрепренёр С. Н. Новиков. При Новикове были отремонтированы старые клетки, построены новые, вырыт новый пруд для водоплавающих птиц. Был обновлён вход в зоосад. Звери, приобретённые им, долго жили в зоосаде уже в послереволюционное время — любимица детворы слониха Бетти погибла в блокаду (во время налёта в ночь с 8 на 9 сентября 1941 года), а самка бегемота Красавица пережила Великую Отечественную войну.
После революционных событий в 1918 году зоосад национализирован. Для управления хозяйством сада был создан Учёный совет. Организована Зоочасть и Научная библиотека. В 1929 году создан Кружок юных зоологов (КЮЗ), который действует и сейчас. С 1932 года начали регулярно размножаться белые медведи, что в те времена было большой редкостью, и именно поэтому белый медведь изображён на эмблеме Ленинградского зоопарка. К 75-летнему юбилею в 1940 году ему была передана территория в 171 га в районе парка Челюскинцев.

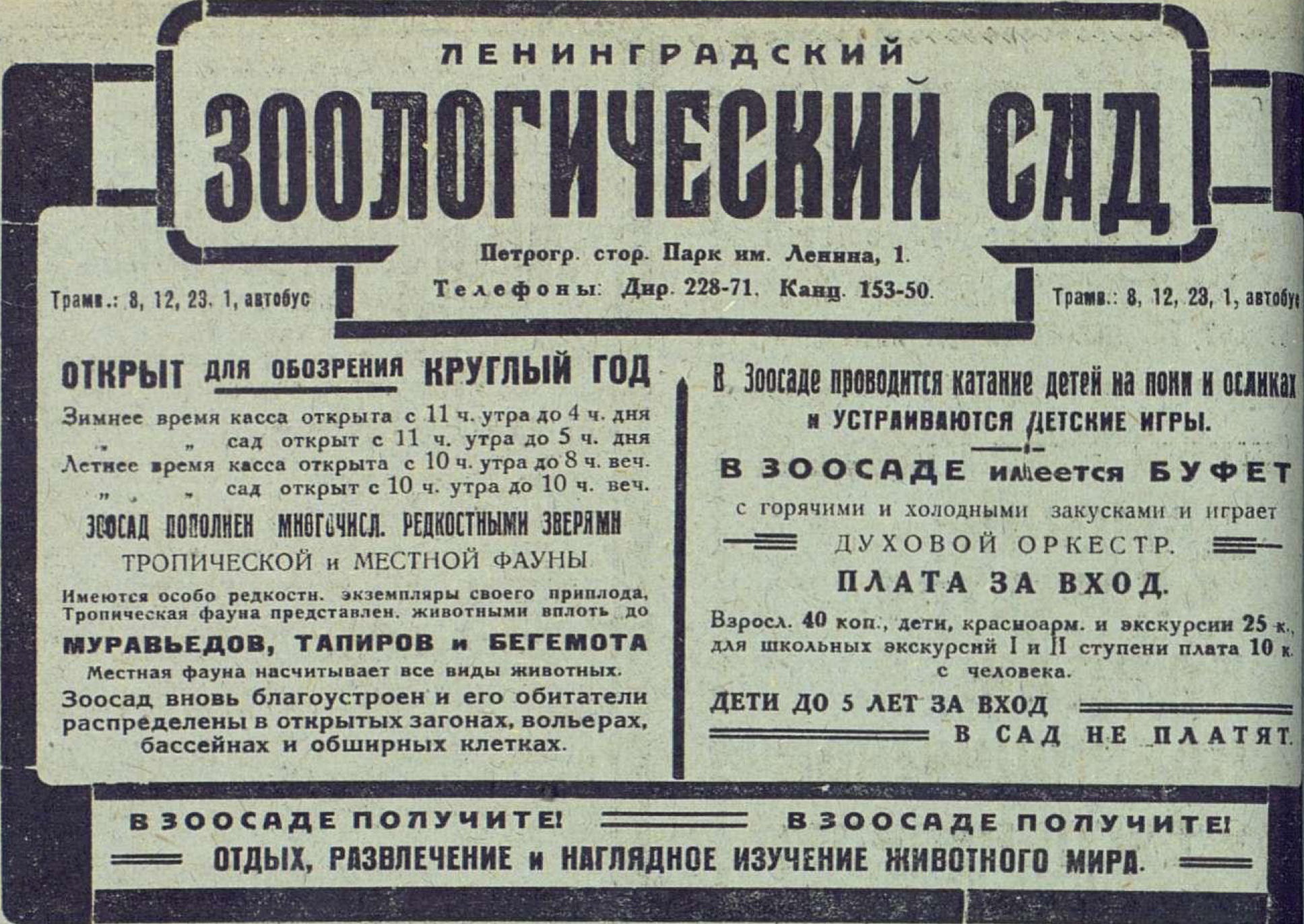
Реклама зоосада. 1930 год.

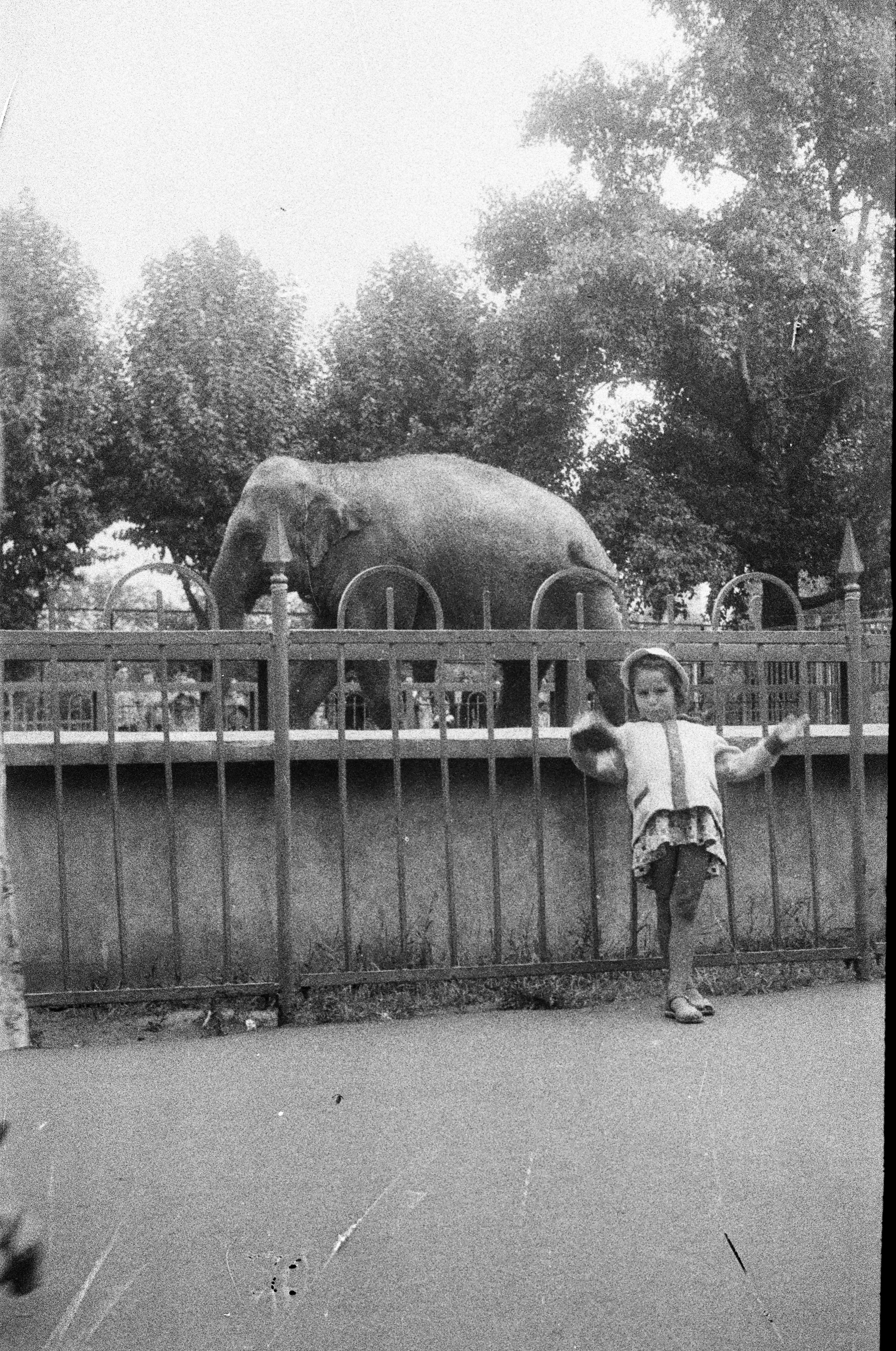
Ребёнок на фоне слона, 1960-е годы

Но к строительству так и не приступили — началась Великая Отечественная война. В военные годы зоосад сильно пострадал, но не прекращал своей работы даже в тяжелейших условиях блокады. Служители сумели сохранить часть коллекции животных и даже получали молодняк, проводились выездные лекции, а летом зоосад был открыт для посетителей. В память о героическом подвиге сотрудников, сохранивших зоосад в блокаду, зоопарк, несмотря на переименование города, остался Ленинградским, а у входа в зоопарк установлена мемориальная доска.
Весной 1944 года зоосад был открыт для постоянного посещения и, так как об освоении новой территории не могло быть и речи, на старой начались восстановительные работы. Наиболее интенсивное строительство велось в 1951 году. В 1952 году зоосад был переименован в зоопарк.
В 1950—1960-е годы были приобретены многие новые интересные животные. По видовому составу коллекции и уровню научно-просветительской работы Ленинградский зоопарк занял одно из ведущих мест в Советском Союзе. В 1965 году зоопарк отметил своё столетие.
Коллекция его к этому времени была одной из самых крупных среди зоопарков Советского Союза, но большинство зданий и сооружений уже пришло в неудовлетворительное состояние. Поэтому было принято решение провести генеральную реконструкцию, работы по которой начались в 1967 году. Поскольку с реконструкцией планировалось справиться за 3—5 лет, генеральный план, в основном, предусматривал строительство новых зданий на месте существующих.
Это обстоятельство в условиях долгостроя стало основной причиной разорения прекрасной коллекции и большинства трудностей в её дальнейшем комплектовании. Зоопарк потерял оба «Слоновника» и «Бегемотник», при этом бегемоты были отправлены в Киев, носорог — в Гродно, африканский слон — в Ташкент. К 1988 году, в рамках реконструкции, было построено только 8 зданий. В 1996 году начато строительство террариума, однако в связи с отсутствием финансирования оно было прекращено. Это здание было открыто для посетителей только в 2007 году уже в виде «Экзотариума», где сейчас демонстрируются рыбы, змеи, ящерицы, черепахи, крокодилы и другие животные.
В 2005 году городским правительством принята концепция развития Ленинградского зоопарка на исторической территории, там, где он сейчас и находится. Согласно этому документу, зоопарк должен соответствовать европейским стандартам.
В 2022 году в Ленинградском зоопарке сменился директор.
С 15 ноября обязанности директора Ленинградского зоопарка исполняет Юрий Дмитриевич Журавлёв — биолог, руководивший разработкой экспозиций нескольких зоопарков в России и за рубежом.
Ирина Сергеевна Скиба освобождена от должности директора.
Ленинградскому зоологическому парку, одному из старейших зоопарков Европы, в 2023 году исполняется 158 лет. 13 августа 2023 года состоится обширная программа мероприятий в честь празднования.

## Экспозиции

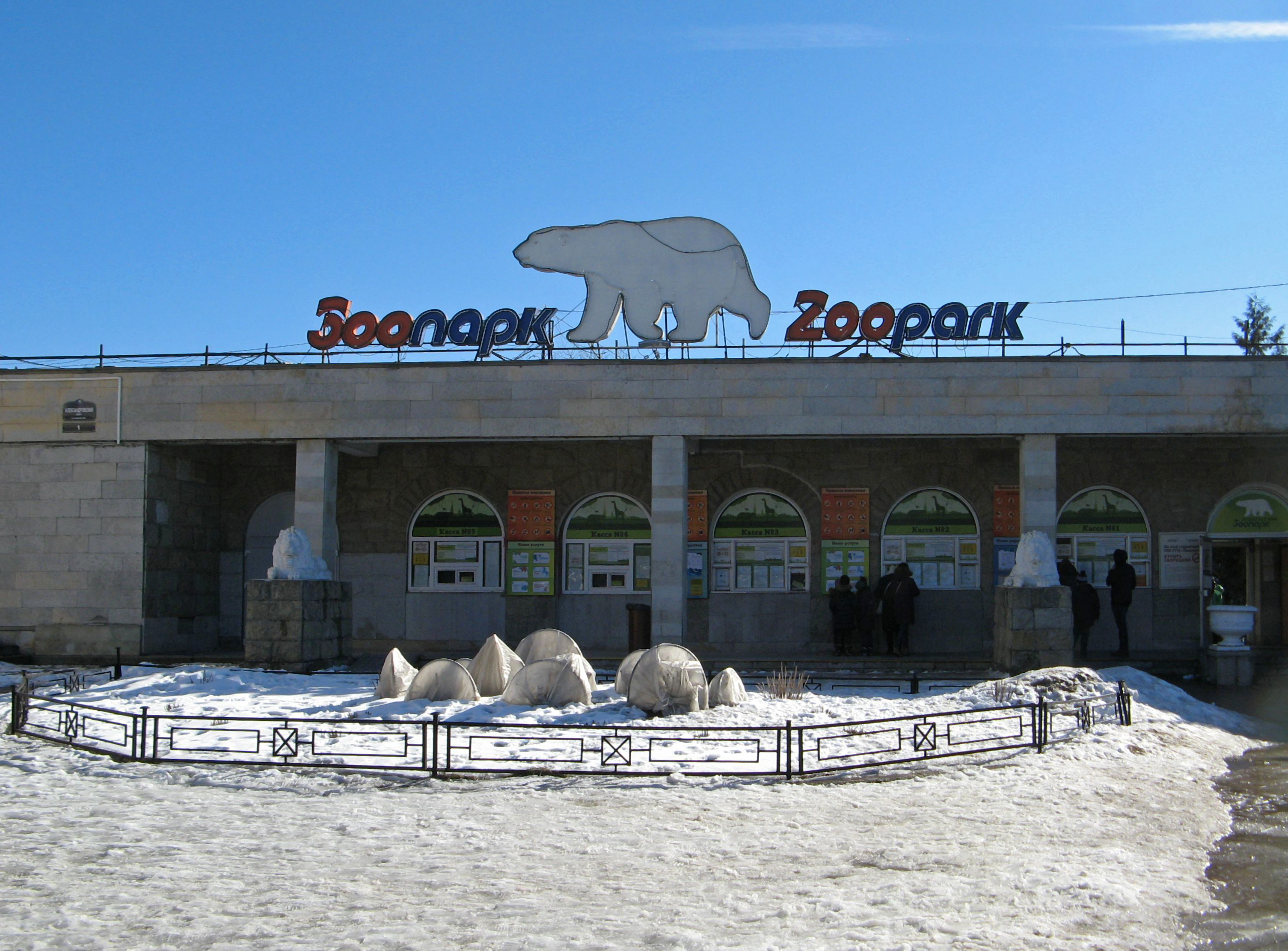
Центральный вход в зоопарк.

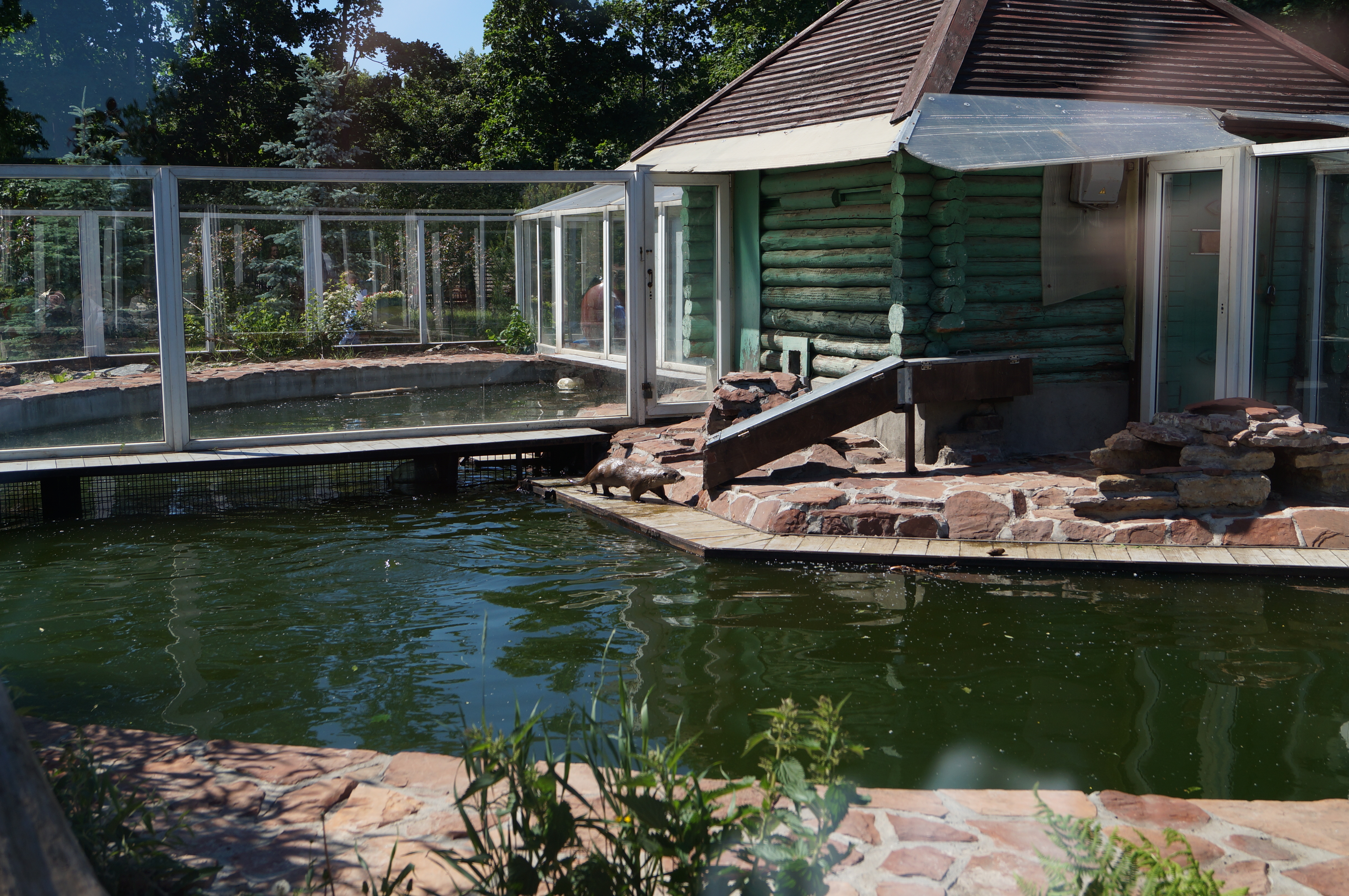
Вольер с выдрами.

Павильон «Львятник» (ягуары и африканские львы). Также в павильоне живут пумы, снежные барсы и европейские рыси.
Павильон «Приматы» (обезьяны и ленивец). Летом жители этого павильона живут в открытых вольерах.
Павильон «Экзотариум» включает в себя два этажа. На первом этаже находится «Аквариум» с кораллами, морскими и пресноводными рыбами и другими водными обитателями. На втором этаже павильона находится «Террариум», кафе, выставка насекомых и вольеры мелких хищников (генеты, мангусты, сурикаты, фенеки). Также на втором этаже живут броненосцы и дикобразы.
Павильон «Птицы» (попугаи и теплолюбивые птицы).
Павильон «Жирафятник» (жирафы и кенгуру Бенетта).
Также на территории зоопарка построены отдельные павильоны для амурских тигров, японских макак, верблюдов, белых и бурых медведей; созданы экспозиции «Скала хищных птиц», «Пруд», «Олений круг»; павильоны «Выдрятник», «Мелкие хищники», «Мелкие грызуны» и другое. 
«Отдел контактных животных» (здание, в котором содержатся приручённые животные, участвующие в лекциях и просветительных программах зоопарка).
«Детский зоопарк» (контактная площадка). Здесь можно увидеть сельскохозяйственных животных (кур разных пород, гусей, корову, кроликов, индюков). Также здесь можно покормить камерунских коз кормами зоопарка.
 «Тропа следопыта» (детская увлекательная тропа с вопросами и загадками, рассказывающая о животных и растениях Ленинградской области). Также здесь расположены вольеры мелких лесных птиц, характерных для Ленинградской области.

## Мероприятия для посетителей
Каждый месяц в Ленинградском зоопарке проходят тематические мероприятия, в рамках которых сотрудники зоопарка предлагают своим гостям расширить свой кругозор на бесплатных тематических экскурсиях, игротеках, викторинах.
Помимо этого, Ленинградский зоопарк предлагает своим посетителям:
- Обзорные и тематические экскурсии
- Просветительные программы и экологические игры
- Выездные просветительные мероприятия и лекции в Лектории зоопарка
- Выставки
- Круглогодичные детские аттракционы (ликвидированы в связи с реорганизацией)

## Новая площадка
В 2008—2012 годах предполагалось строительство новой территории зоопарка в Юнтолово.
Новый зоопарк станет филиалом существующего. В центре города останутся мелкие животные, а более крупных хищников планирутся перевести на новую территорию.
Площадку планировалось расположить на территории Юнтоловского заказника на площади 300 га:
- 172 га — собственно зоопарк,
- 80 га — буферный парк для прогулок,
- 26 га — питомник,
- 12 га — въездная зона с парковками.

Экологи Петербурга на заседании 18 марта 2008 года заявили, что не видят возможности размещения зоопарка в этом месте, приводя доводы вирусной опасности контакта людей с перелётными птицами.
Очередное заседание по этому вопросу должно было состояться 28 марта 2008 года.
В 2008 году Смольный пообещал выделить Ленинградскому зоопарку на проектные и изыскательские работы 32,5 млн руб на срок в два года.
В конце 2012 года от идеи строительства новой территории близ Юнтоловского заказника решено было отказаться.

## Пополнение животных
24 мая 2023 года впервые с 2007 года в зоопарке родился детёныш манула. На свет появилась особь мужского пола, манул получил кличку «Шу».